# Philip Whalen
Philip Glenn Whalen (ur. 20 października 1923, zm. 26 czerwca 2002) – amerykański poeta, buddysta zen, kluczowa postać awangardy poetyckiej z San Francisco (San Francisco Renaissance), związany z Beat Generation.

## Życiorys
Philip Whalen dorastał w małym miasteczku The Dalles nad rzeką Kolumbia i uczęszczał do szkół publicznych. Podczas II wojny światowej odbył służbę wojskową w korpusie lotniczym armii Stanów Zjednoczonych. Następnie uczęszczał do Reed College w Portland (Oregon). Tam poznał poetów: Gary'ego Snydera i Lwa Welcha. Studiował kaligrafię u Lloyda Reynoldsa. Potem wyjechał do Bay Area. Wraz ze Allenem Ginsbergiem, Michaelem McClure i Philipem Lamantią, Garym Snyderem 7 października 1955 r. wziął udział w wieczorze poetyckim w Six Gallery w San Francisco, pierwszym publicznym wystąpieniu członków Beat Generation. Whalen pojawił się w wielu książkach Jacka Kerouaca pod pseudonimami: Warren Coughlin i Ben Fagin, „cichy głupek w okularach, uśmiechający się nad książkami”. Był także jednym z pierwszych Amerykanów, którzy studiowali buddyzm w Japonii. Na początku lat 90. XX w. był dyrektorem Hartford Street Zen Center w San Francisco. Jego pisarstwo było subtelne, ludzkie, uczone i często zabawne, a jednocześnie wykazujące wytrawne zrozumienie buddyjskich pojęć i praktyk, które wykraczają poza to, co znali jego rówieśnicy.